# Carreg Cennen Castle
Carreg Cennen Castle (walisisk: Castell Carreg Cennen der betyder borg (på) klippe (over) Cennen) er en borg, der kan dateres til 1100-tallet. Den ligger nær floden Cennen i landsbyen Trap omkring 6 km syd for Llandeilo i Carmarthenshire i Wales. Borgen ligger i Brecon Beacons National Park, og den placering er blevet beskrevet som "spektakulær", da den er opført på toppen af en kalkstensklint. Den har været i ruiner siden 1462, og den ejes nu af Cadw, der er den walisiske regerings historisk bevaringsorganisation.